# Astragalus gorodkovii
Astragalus gorodkovii es una especie de planta del género Astragalus, de la familia de las leguminosas, orden Fabales.

## Distribución
Astragalus gorodkovii se distribuye por Rusia europea y Siberia.

## Taxonomía
Fue descrita científicamente por Jurtz. Fue publicada en Bot. Zhurn. S.S.S.R. 53: 1535 (1968).